# راززد ۱۵ ک‌م
راززد ۱۵ ک‌م (به لاتین: Razezd 15 km) یک منطقهٔ مسکونی در روسیه است که در استان آستراخان واقع شده‌است.